# Kecskeméti NKSE
A Kecskeméti NKSE Kecskemét városának női kézilabdacsapata, jelenleg az NBI/B bajnokság résztvevője.

## Története
Noha a csapat hivatalosan csak 2001-ben alakult, a kecskeméti női kézilabdát már a hatvanas években  életre hívták. Az első csapat a BRG volt, majd 1974-től a KTE, később a BÁCSÉP, illetve a DUTÉP sportegyesületek működtettek kézilabda szakosztályt. 1978 és 1993 között ismét a KTE színeiben kézilabdáztak a hölgyek, majd a Delfin KC keretein belül működött a csapat. 2001-ben az önállóság útjára lépett a klub. A KNKSE első kilenc szezonja során ingadozó teljesítményt nyújtott, de a 2009–2010-es idényben már az élen zárt a harmadosztályban, és feljutott a második vonalba. Az újabb nagyobb lépést 2017-ben tette meg a csapat, amikor a másodosztály keleti csoportjának bajnokaként, a város történetében először, feljutott az NB1-be.
| A csapat eddigi helyezései (alapszakasz) | A csapat eddigi helyezései (alapszakasz) | A csapat eddigi helyezései (alapszakasz) | A csapat eddigi helyezései (alapszakasz) | A csapat eddigi helyezései (alapszakasz) | A csapat eddigi helyezései (alapszakasz) | A csapat eddigi helyezései (alapszakasz) | A csapat eddigi helyezései (alapszakasz) | A csapat eddigi helyezései (alapszakasz) | A csapat eddigi helyezései (alapszakasz) | A csapat eddigi helyezései (alapszakasz) | A csapat eddigi helyezései (alapszakasz) | A csapat eddigi helyezései (alapszakasz) |
| ---------------------------------------- | ---------------------------------------- | ---------------------------------------- | ---------------------------------------- | ---------------------------------------- | ---------------------------------------- | ---------------------------------------- | ---------------------------------------- | ---------------------------------------- | ---------------------------------------- | ---------------------------------------- | ---------------------------------------- | ---------------------------------------- |
| Szezon                                   | Bajnokság                                | Helyezés                                 | M                                        | Gy                                       | D                                        | V                                        | Dob.                                     | Kap.                                     | Pont                                     | Házi gólkirály                           | H. g. góljai                             | H. g. helyezése                          |
| 2001-2002                                | NBI/B Kelet                              | 6.                                       | 26                                       | 13                                       | 1                                        | 12                                       | 653                                      | 668                                      | 27                                       | Minárovics Ivánné                        | 189                                      | 4.                                       |
| 2002-2003                                | NBI/B Kelet                              | 14.                                      | 26                                       | 4                                        | 0                                        | 22                                       | 549                                      | 707                                      | 8                                        | Márki Éva                                | 177                                      | 3.                                       |
| 2003-2004                                | NBII Dél                                 | 2.                                       | 22                                       | 16                                       | 0                                        | 6                                        | 638                                      | 540                                      | 32                                       |                                          |                                          |                                          |
| 2004-2005                                | NBII Dél                                 | 11.                                      | 20                                       | 0                                        | 2                                        | 18                                       | 398                                      | 622                                      | 2                                        |                                          |                                          |                                          |
| 2005-2006                                | NBII Délkelet                            | 11.                                      | 20                                       | 5                                        | 0                                        | 15                                       | 460                                      | 512                                      | 10                                       | Szijjártó Krisztina                      | 178                                      | 3.                                       |
| 2006-2007                                | NBII Délkelet                            | 4.                                       | 20                                       | 13                                       | 1                                        | 6                                        | 486                                      | 455                                      | 27                                       | Szijjártó Krisztina                      | 150                                      | 3.                                       |
| 2007-2008                                | NBII Délkelet                            | 5.                                       | 22                                       | 11                                       | 2                                        | 9                                        | 508                                      | 491                                      | 24                                       | Szőke Tünde                              | 126                                      | 12.                                      |
| 2008-2009                                | NBII Délkelet                            | 5.                                       | 20                                       | 9                                        | 1                                        | 10                                       | 463                                      | 487                                      | 19                                       | Szőke Tünde                              | 100                                      | 15.                                      |
| 2009-2010                                | NBII Délkelet                            | 1.                                       | 22                                       | 19                                       | 1                                        | 2                                        | 613                                      | 463                                      | 39                                       | Korsós Dorina                            | 196                                      | 2.                                       |
| 2010-2011                                | NBI/B Kelet                              | 10.                                      | 3                                        | 1                                        | 0                                        | 2                                        | 78                                       | 77                                       | 2                                        |                                          |                                          |                                          |

## Jelenlegi játékoskeret
A 2018–2019-es szezon kerete.
| Kapusok - 01 Dobó Mónika - 16Pálinkás Viktória - 760 Németh Zsófia Balszélsők - 22 Orell Bettina - 6 Karacs Jázmin Jobbszélsők - 23 Tóth Lilla - 4 Hárs Adél Beállósok - 011 Kaiser Melitta - 17 Gulyás Vanda - 29 Egervári Petra | Átlövők - 04 Herceg Réka - 3 Sülye Ágota - 8 Kocsis Ágnes ;Irányítók - 020 Németh Kitti - 15 Dajka Bettina - 39 Kemény Dóra - 37 Pénzes Laura0 |